# Koninklijke Harmonie Phileutonia Eindhoven
Koninklijke Harmonie Phileutonia Eindhoven is een harmonieorkest met het predicaat Koninklijk uit Eindhoven. De harmonie is opgericht op 21 juni 1882 in Gestel.

## Geschiedenis
De harmonie komt voort uit het gelijknamige zangkoor, dat rond 1880 haar grootste roem kende. Na de  opheffing van het koor werd de harmonie opgericht. Met de loop der jaren groeide het niveau, wat te zien is aan de indeling door de Federatie van Katholieke Muziekbonden in Nederland. In 1914 speelde Phileutonia in de eerste, in 1918 in de uitmuntende, en vanaf 1956 in de superieure afdeling van de (FKM).
In 1957 ontvangt de harmonie uit handen van koningin Juliana het predicaat Koninklijk. Het is tegenwoordig het oudste orkest van de omgeving.

## Naam
De naam Phileutonia bestaat uit drie Oudgriekse woorden: philein betekent houden van, eu betekent goed en tonos betekent toon. Letterlijk betekent Phileutonia dus: houden van een goede toon.